# Antong
Antong (en Chinois: 安童), alternativement traduit par Hantum (1245  ou 1248  –1293), de la maison des Jalair, était un éminent fonctionnaire de la dynastie Yuan de Chine, servant pendant le règne de Kubilai Khan.

## Biographie

### Famille
En tant qu'arrière-petit-fils de Muqali, l'un des plus grands généraux sous Gengis Khan, il devint un administrateur influent dans l'administration de la dynastie Yuan, l'un des chefs de l'administration de Kublai,.
Il est né de Ba'atur (décédé en 1261), petit-fils de Muqali, et de Temülün, la sœur aînée de Chabi, l'épouse de Kublai.

### Carrière
Antong était bien éduqué dans le confucianisme et accompagnait Kublai depuis qu'il était encore un garçon,. Il avait une bonne connaissance du droit chinois et était l'un des aristocrates mongols les plus populaires auprès des Han. Après l'intronisation de Kublai en 1260, il fut nommé commandant des gardes impériales, alors qu'il n'avait que seize ans. En 1265, il fut de nouveau nommé grand chancelier du Secrétariat central (Zhongshu Sheng) et soutint activement Kubilai Khan pour qu'il adopte et honore le confucianisme et les rituels de la cour Han, et s'opposa à l'influence d'Ahmad Fanakati.
En 1275, il fut envoyé pour aider Nomoghan, un fils de Kubilai Khan, à faire face aux attaques de Kaidu depuis l'Asie centrale. Malheureusement, il fut capturé en raison de l'insurrection de ses propres subordonnés et fut remis à Mengu-Timur, khan de la Horde d'Or, qui, à son tour, le transmettit à Kaidu. Il ne fut pas autorisé à retourner dans la dynastie Yuan avant 1284. Cependant, il perdit progressivement la confiance de Kubilai Khan à son retour et mourut en 1293. Il reçut le nom posthume de Prince Zhongxian de Dongping (en Chinois: 東平忠憲王) par Temür Khan (empereur Chengzong) en 1303.